# In My Ghetto
In My Ghetto est une mixtape du chanteur d'origine sénégalaise Akon. Elle est sortie le 2 juillet 2007.

## Liste des titres
| #  | Titre            | Featuring                                 | Durée | Producteur(s) |
| -- | ---------------- | ----------------------------------------- | ----- | ------------- |
| 1  | Cross da Line    | Rick Ross                                 | 4:36  |               |
| 2  | On My Trail      | L.A.                                      | 3:26  |               |
| 3  | U Like My Swagga | Assassin                                  | 3:42  |               |
| 4  | Work It          | Earl Ray                                  | 3:11  |               |
| 5  | Kalifornia       | Mostah Ganja & Yukmouth                   | 3:29  |               |
| 6  | What'cha Gone Do | Juvenile, ? & ?                           | 4:09  |               |
| 7  | Neva 4 Get Me    | Bleek                                     | 3:59  |               |
| 8  | Hustler          | Smitty                                    | 4:24  |               |
| 9  | On the Block     | Serius Jones                              | 3:40  |               |
| 10 | Snitch           | Obie Trice                                | 4:03  |               |
| 11 | Ride On 'Em      | Tru Life                                  | 3:22  |               |
| 12 | Private          | One Chance                                | 3:43  |               |
| 13 | Someone          | Keith Sweat                               | 3:16  |               |
| 14 | I Promise        | Elvis White                               | 4:07  |               |
| 15 | Watch Out Now    | Styles P., Fat Joe, Rick Ross & DJ Khaled | 3:30  |               |